# Hercules (catch)
Pour les articles homonymes, voir Hercules et Hercule (homonymie).
Raymond Fernandez (né le 7 mai 1956 à Tampa, Floride - ± le 6 mars 2004 à Tampa) est un catcheur (lutteur professionnel) américain principalement connu sous le nom de ring d'Hercules ou Hercules Hernandez. Il est principalement connu pour avoir travaillé à la World Wrestling Federation dans les années 1980 où il a été membre de la Heenan Family (en).

## Carrière de catcheur

### Débuts dans les territoires de la National Wrestling Alliance (1979-1985)
Fernandez commence sa carrière de catcheur à la fin des années 1970 sous le masque de Mr Wrestling III à la Mid-South Wrestling, un des territoires de la National Wrestling Alliance avec d'être démasqué par Jim Duggan et de quitter cette fédération. Il rejoint ensuite la Central State Wrestling dans le Missouri où il adopte le nom de ring d'Hercules Hernandez et il devient champion Télévision le 27 mai 1982 avant de le perdre le 13 décembre et durant cette période il remporte le championnat par équipe avec Dewey Robertson (en) en août,.
En 1983, il travaille sur la côte est à la Mid-Atlantic Championship Wrestling (en) sous le masque de Assassin#2 et fait équipe avec Assassin#1 (en) avec qui il remporte le 24 novembre 1983, le premier match de la première édition de Starrcade, le premier spectacle de catch diffusé en paiement à la séance, face à Rufus R. Jones (en) et Bugsy McGraw (en). Il est démasqué par Jimmy Valiant (en) le 17 mars 1984 après avoir perdu un Hair vs Mask match mais il a continué à travailler à la Mid-Atlantic Championship Wrestling sous ce nom de ring jusqu'à son départ en août 1984,. Il travaille ensuite à la Mid-South Wrestling où il devient champion par équipe avec Ted DiBiase le 3 décembre avant de perdre ce titre le 25 décembre. Il rejoint la Championship Wrestling of Florida en 1985 où il devient champion de Floride de la National Wrestling Alliance et quitte cette fédération un mois plus tard en rendant son titre après une bagarre dans le vestiaire avec Wahoo McDaniel (en).

## World Wrestling Federation (1985-1992)
Fernandez commence à travailler à la World Wrestling Federation (WWF) en novembre 1985 avant de signer un contrat avec la fédération début 1986,. Il est alors managé par Freddie Blassie et participe à WrestleMania II le 7 avril où il perd son match face à Ricky Steamboat. À la suite de la retraite de Blassie (qui a vendu le contrat d'Hercules Hernandez à Slick (en), il est écarté des intrigues de la compagnie avant qu'en fin d'année Bobby Heenan ne devienne son manager en rachetant son contrat. Il obtient un match pour le championnat poids-lourds de la WWF d'Hulk Hogan qu'il perd le 29 novembre.
Au début de l'année 1987, il entame une rivalité avec Billy Jack Haynes après lui avoir porté sa propre prise de soumission, une Full Nelson, et cela a donné lieu à un match de Full Nelson à WrestleMania III le 29 mars qui s'est conclu par un double décompte à l'extérieur. Le 2 mai, il perd par disqualification face à Ricky « The Dragon » Steamboat un match pour le championnat intercontinental de ce dernier après avoir utilisé une chaîne pour étrangler son adversaire. Le 26 novembre, il participe au premier match par équipe à élimination de la première édition des Survivor Series où son équipe (The Honky Tonk Man, « King » Harley Race, Ron Bass (en) et Danny Davis (en)) a perdu face à Randy « Macho Man » Savage, Jake « The Snake » Roberts, « Hacksaw » Jim Duggan, Ricky « The Dragon » Steamboat et Brutus « The Barber » Beefcake, Hercules étant éliminé par Randy Savage.
En début d'année 1988, il commence une rivalité avec l'Ultimate Warrior en l'attaquant avec une chaîne lors de son combat avec « King » Harley Race le 20 février. Les deux hommes se font face à WrestleMania IV et le Warrior sort vainqueur de cette confrontation. Il est l'adversaire de Jake « The Snake » Roberts lors de la première édition de SummerSlam et perd son match.
En fin d'année, Bobby Heenan « vend » le contrat d'Hercules à Ted DiBiase mais Hercules refuse d'être l'esclave de DiBiase faisant un face turn. Le 24 novembre, il rejoint l'équipe emmené par les Mega Powers (en) (Hulk Hogan, Randy « Macho Man » Savage, Koko B. Ware et Hillbilly Jim (en)) qui a remporté leur match aux Survivor Series face à l'équipe de DiBiase (Akeem, The Big Boss Man, King Haku et The Red Rooster (en)) mais est éliminé par DiBiase. Il regagne sa « liberté » après sa victoire sur Virgil deux jours plus tard. Cette rivalité avec DiBiase s'est conclu par la victoire de ce dernier le 3 février 1989 grâce à une intervention de Virgil.
Il commence alors à se venger de Bobby Heenan qui l'a « vendu » comme esclave en attaquant les membres de la Heenan Family (en) et a notamment remporté le 2 avril un match face à « King » Haku qui a été accompagné par Heenan. Il est ensuite remit au second plan et agit comme un jobber le 28 août à SummerSlam où il perd rapidement face à Greg « The Hammer » Valentine afin de mettre en avant ce dernier alors que son rival de l'époque Ron Garvin est l'annonceur de ce match. Le 23 novembre, aux Survivor Series il fait équipe avec Garvin, Bret Hart et Jim Duggan dans un match à élimination qu'ils perdent face à Randy Savage, Valentine, Dino Bravo et Earthquake ; Hercules est le premier à quitter le ring après qu'Earhquake a fait le tombé sur lui.
Il participe au Royal Rumble match au cours du spectacle éponyme le 21 janvier 1990 où il est éliminé par Rick Rude. À WrestleMania VI le 1er avril, il perd rapidement perd face à Earthquake.
Au cours de l'enregistrement de Superstars of Wrestling (en) du 21 juillet, il intervient après la défaite de Paul Roma face à Dino Bravo où les Rockers (Marty Jannetty et Shawn Michaels) ont aidé Roma. Roma n'a pas apprécié cela et a poussé Jannetty avant qu'Hercules n'arrive et qu'avec Roma il attaque les Rockers qui ls ont poussé hors du ring avant leur combat. Avec Roma, ils forment l'équipe Power and Glory (en) et remportent un match face aux Rockers à SummerSlam le 27 août où en début de match Hercules a frappé Shawn Michaels avec une chaîne transformant ce match par équipe en match à handicap. Ceci s'explique par la blessure légitime (réelle) de Michaels. Au retour de Michaels, les deux équipes ont repris leur rivalité qui a donné lieu à un match par équipe à élimination le 22 novembre aux Survivor Series où Power and Glory, Rick Martel et Warlord ont encore une fois vaincu les Rockers aidés de Jake « The Snake » Roberts et de Jimmy « Superfly » Snuka. Hercules, Roma, Martel et Warlord participent aussi au match par équipe à élimination à handicap plus tard où avec Ted DiBiase qu'ils perdent face à Hulk Hogan, l'Ultimate Warrior et Tito Santana où Hercules est le dernier de son équipe à être éliminé par l'Ultimate Warrior.

## Vie privée
Le 6 mars 2004, Fernandez est retrouvé mort d'une crise cardiaque dans son sommeil à son domicile de Tampa.

## Palmarès
- Central States Wrestling
  - Champion Télévision (1 fois)[3]
  - Champion par équipe avec Dewey Robertson (en) (1 fois)[4]
- Mid-South Wrestling
  - Champion par équipe avec Ted DiBiase (1 fois)[8]
- Championship Wrestling From Florida/National Wrestling Alliance Florida
  - Champion de Floride Poids-lourds (2 fois)[9]
- New Japan Pro Wrestling
  - champion par équipe IWGP avec Scott Norton (1 fois)[31]

## Récompenses des magazines
- Pro Wrestling Illustrated[32]

| Année | 1991 | 1992 | 1993 | 1994 |
| Rang  | 73   | 141  | 88   | 251  |